# Liste von Burgen, Schlössern und Rittergütern im Landkreis Nordhausen
Auf dem Gebiet des Landkreises Nordhausen im Norden Thüringens befindet sich eine Vielzahl von Burgen, Schlössern und Rittergütern, sowie Herrenhäusern. Diese zum Teil auf eine 1000-jährige Geschichte zurückblickenden Bauten waren Schauplatz historischer Ereignisse, Wirkungsstätte bekannter Persönlichkeiten und sind häufig noch heute imposante Gebäude. Nicht aufgeführt sind Zier- und Nachbauten, die nie als Wohngebäude oder zur Verteidigung genutzt wurden.
| Bild | Name                                     | Ort / Lage                    | Typ                              | Bemerkungen                                                                                                |
| ---- | ---------------------------------------- | ----------------------------- | -------------------------------- | --- |
|      | Wasserschloss „Blauer Hof“               | Niedergebra                   |                                  | |
|      | Gutshaus Bielen                          | Bielen                        |                                  | heute Gemeindeverwaltung                                                                                   |
|      | Ebersburg (Harz)                         | Harztor OT Herrmannsacker     |                                  | |
|      | Schloss Hainrode oder Schloss Wöbelsburg | Bleicherode OT Hainrode       |                                  | |
|      | Carlsburg (Sundhausen)                   | Nordhausen OT Sundhausen      |                                  | |
|      | Kleine Herrenburg (Burghügel) Mauderode  | Werther OT Mauderode          |                                  | |
|      | Burg Hohnstein                           | Harztor OT Neustadt/Harz      |                                  | |
|      | Schloss Hue de Grais                     | Bleicherode OT Wolkramshausen |                                  | |
|      | Burg Lohra                               | Großlohra                     |                                  | |
|      | Gutshaus                                 | Großwechsungen                |                                  | |
|      | Gutshaus                                 | Gudersleben                   |                                  | |
|      | Gutshaus Rüxleben                        | Rüxleben                      |                                  | |
|      | Gutshof                                  | Kleinfurra                    |                                  | |
|      | Komturhof Utterode                       | Rehungen                      |                                  | |
|      | Alter Rüxleber Hof                       | Heringen/Helme OT Auleben     |                                  | |
|      | Neuer Rüxleber Hof                       | Heringen/Helme OT Auleben     |                                  | |
|      | Schlotheimer Hof                         | Heringen/Helme OT Auleben     |                                  | |
|      | Gutshaus                                 | Rehungen                      |                                  | |
|      | Gutshof                                  | Krimderode                    |                                  | |
|      | ehemaliger Gutshof                       | Wipperdorf                    |                                  | |
|      | Gut Kinderode                            | Nohra (Bleicherode)           |                                  | |
|      | Rittergut von Byla                       | Bleicherode OT Wolkramshausen |                                  | Heute Gemeindeverwaltung                                                                                   |
|      | Schloss Neustadt                         | Neustadt/Harz                 |                                  | |
|      | Heinrichsburg                            | Harztor OT Neustadt/Harz      |                                  | |
|      | Schloss Heringen                         | Heringen/Helme                |                                  | |
|      | Humboldt-Schloss                         | Heringen/Helme OT Auleben     |                                  | |
|      | Ilburg                                   | Harztor OT Ilfeld             |                                  | |
|      | Gutshaus Großwerther                     | Werther OT Großwerther        |                                  | Ehemaliges Gutshaus, Obergeschoss abgetragen, neues Dach                                                   |
|      | Schloss Kleinwerther                     | Werther OT Kleinwerther       | Schloss                          | Aus Burg zum Rittergut erweitert, Herrenhaus um 1500 als Landschloss, 1857 bis 1859 Neubau, 1945 reduziert |
|      | Gut Schate                               | Werther OT Schate             |                                  | |
|      | Burgruine Klettenberg (Burg Clettenberg) | Hohenstein OT Klettenberg     | Höhenburg                        | Burgruine                                                                                                  |
|      | Gutshaus Klettenberg                     | Hohenstein OT Klettenberg     |                                  | Heute Gemeindeverwaltung                                                                                   |
|      | Burg Friedenland                         | Harztor OT Herrmannsacker     |                                  | |
|      | Burg Lehnberg                            | Harztor OT Herrmannsacker     |                                  | |
|      | Niedere Allzunah                         | Harztor OT Herrmannsacker     |                                  | |
|      | Burg Schadewald (Hohe Allzunah)          | Harztor OT Herrmannsacker     |                                  | |
|      | Gutshaus Herrmannsacker                  | Harztor OT Herrmannsacker     | Ehemaliges Gutshaus              | |
|      | Schloss Wernrode                         | Bleicherode OT Wernrode       | Schloss aus Rittergut entstanden | erhalten                                                                                                   |
|      | Westliche Allzunah                       | Harztor OT Herrmannsacker     |                                  | |
|      | Spiegelsches Haus                        | Werna                         |                                  | |
|      | Schnabelsburg (Ulrichsburg)              | Nordhausen OT Salza-Obersalza | Spornburg                        | abgegangen und überbaut, Halsgrabenreste                                                                   |